# Правительство Ярославской области
Правительство Ярославской области — высший орган исполнительной власти в Ярославской области.

## Полномочия
Согласно ст. 47 и 48 Устава Ярославской области, правительство:
- разрабатывает и осуществляет меры по обеспечению комплексного социально-экономического развития Ярославской области.
- обеспечивает исполнение Конституции Российской Федерации, федеральных законов и иных нормативных правовых актов Российской Федерации, настоящего Устава, законов Ярославской области и иных нормативных правовых актов Ярославской области на территории Ярославской области.
- осуществляет в пределах своих полномочий меры по реализации, обеспечению и защите прав и свобод человека и гражданина, охране собственности и общественного порядка, противодействию терроризму и экстремизму, борьбе с преступностью;
- разрабатывает для представления Губернатором Ярославской области в Ярославскую областную Думу проект областного бюджета, а также проекты программ социально-экономического развития Ярославской области;
- обеспечивает исполнение областного бюджета и готовит отчет об исполнении областного бюджета и отчеты о выполнении программ социально-экономического развития Ярославской области для представления Губернатором Ярославской области в Ярославскую областную Думу;
- формирует иные органы исполнительной власти Ярославской области в порядке, установленном законом Ярославской области;
- дает обязательные для исполнения поручения в адрес иных органов исполнительной власти Ярославской области;
- управляет и распоряжается собственностью Ярославской области в соответствии с законами Ярославской области, а также управляет федеральной собственностью, переданной в управление Ярославской области в соответствии с федеральными законами и иными нормативными правовыми актами Российской Федерации;
- осуществляет иные полномочия, установленные федеральными законами, настоящим Уставом и законами Ярославской области, а также соглашениями с федеральными органами исполнительной власти, предусмотренными статьей 78 Конституции Российской Федерации.

## Состав
- Евраев Михаил Яковлевич, Губернатор Ярославской области
- Степаненко, Дмитрий Александрович, Председатель Правительства Ярославской области
- Авдеев, Максим Александрович, Заместитель Председателя Правительства Ярославской области
- Гулин, Анатолий Николаевич, Заместитель Председателя Правительства Ярославской области
- Колесов, Роман Андреевич, Заместитель Председателя Правительства Ярославской области
- Неженец, Виктор Станиславович, Заместитель Председателя Правительства Ярославской области
- Троицкая, Екатерина Николаевна, Заместитель Председателя Правительства Ярославской области - директор департамента экономики и стратегического планирования
- Холодов, Валерий Викторович, Заместитель Председателя Правительства Ярославской области
- Баланин, Илья Валерьевич, Заместитель Губернатора Ярославской области - руководитель Администрации Губернатора Ярославской области
- Шабалин, Андрей Юрьевич, Заместитель Губернатора Ярославской области

## Представитель вСовете ФедерацииФедерального Собрания
- Глухих, Виктор Константинович
- Удалов, Юрий Николаевич
- Каграманян, Игорь Николаевич (с 2017 года)
- Русаков Александр Ильич — действующий сенатор Российской Федерации (с 20 сентября 2022 года)